# Mikrobiologie

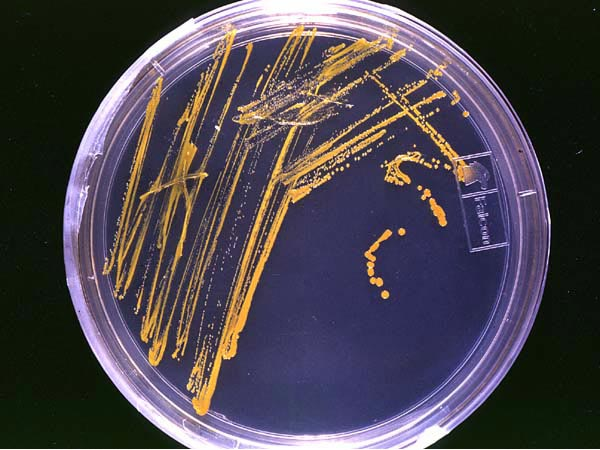
Kolonie mikroorganismů na živném médiu – agaru

Mikrobiologie (z řeckého micron = malý, biologia = studium života) je věda studující mikroorganismy, jako jsou jednobuněčná eukaryota a prokaryota, mikroskopické houby, viry a subvirové patogeny (priony a viroidy).
Existuje řada mikrobiologických podoborů, které se věnují jednotlivým aspektům velmi široké problematiky. Základními obory jsou bakteriologie, která studuje bakterie (někdy také archea), virologie, která se zabývá studiem virů, a protozoologie, která studuje jednobuněčná eukaryota (protista). Zvláštními aspekty mikrobiologie se zabývají aplikované mikrobiologické vědy, jako je například bakteriální fyziologie, která zkoumá životní pochody bakterií.
Z hlediska praktické využitelnosti poznatků získaných v mikrobiologii lze vědu dělit například na potravinářskou mikrobiologii, která se zabývá mikrobiálními procesy využívanými ve zpracování potravin, nebo lékařskou mikrobiologii, která se zabývá převážně mikroorganismy, které vyvolávají u člověka nějaké onemocnění (tzv. patogeny).
Mikrobiologové nepracují pouze s jedním organismem, ale s mnoha miliony organismů, které získávají pěstováním v přísných laboratorních podmínkách (kultivací). Mikroorganismy jsou pěstovány v živných prostředích, v tzv. živné půdě. Složení půdy je pokaždé jiné, vždy závisí na účelu.